# Radka
Radka je ženské křestní jméno. Podle českého kalendáře má svátek 14. září.
Zřejmě jde o osamostatněnou podobu jmen Radoslava a Radmila a jazykovědci se domnívají, že jméno lze vysvětlit jako „radostná“ nebo „radující se“.

## Statistické údaje
Následující tabulka uvádí četnost jména v ČR a pořadí mezi ženskými jmény ve srovnání dvou roků, pro které jsou dostupné údaje MV ČR – lze z ní tedy vysledovat trend v užívání tohoto jména:
| Rok       | Četnost    | Pořadí   |
| 1999      | 26 090     | 54.      |
| 2002      | 26 299     | 53.      |
| Porovnání | o 209 více | o 1 lépe |

Změna procentního zastoupení tohoto jména mezi žijícími ženami v ČR (tj. procentní změna se započítáním celkového úbytku žen v ČR za sledované tři roky) je +1,6%.

## Známé nositelky jména
- Radka Fišarová – česká zpěvačka
- Radka Fidlerová – česká herečka
- Radka Bednaříková – česká fotbalistka
- Radka Churáňová – česká maratonská běžkyně
- Radka Kovaříková – česká krasobruslařka
- Radka Kvačková – česká novinářka
- Radka Levínská – akademická sochařka a restaurátorka
- Radka Toneff – norská jazzová zpěvačka
- Radka Vranková – česká zpěvačka, šansoniérka, písničkářka a skladatelka (Radůza)

## Jiné Radky
- Radka – odrůda brambor

## Varianty
- Beatrice
- Alaia